# رئیس‌جمهور ترکیه
رئیس‌جمهور ترکیه (به ترکی استانبولی: Türkiye cumhurbaşkanı)، عالی‌ترین مقام سیاسی کشور ترکیه است. با توجه به نظام ریاستی در جمهوری ترکیه، مقام ریاست جمهوری ترکیه پیشتر یک مقام تشریفاتی بود اما قانون اساسی ترکیه به تازگی اختیارات زیادی همچون حق وتوی مصوبات پارلمان و انتصاب مقام‌های دولتی از جمله قضات و رؤسای دانشگاه‌ها را به تازگی به او بخشیده است. او در عین حال فرمانده کل قوا نیز محسوب می‌شود.

## انتخاب رئیس‌جمهور
انتخاب رئیس‌جمهوری توسط مجلس بزرگ ملی فرایندی پیچیده دارد و رای‌گیری می‌تواند تا چهار مرحله ادامه داشته باشد.
رئیس‌جمهوری با رای دست کم دو سوم نمایندگان مجلس ملی برای دوره‌ای پنج ساله انتخاب می‌شود (قبلاً این مدت ۷ سال بود ولی در سال ۲۰۰۷ به ۵ سال تقلیل یافت) و در صورتی که هیچ‌یک از نامزدهای احراز این سمت نتواند در دو دور اول رای‌گیری به این حد نصاب دست یابد، دور سوم رای‌گیری برگزار می‌شود و دارنده اکثریت مطلق آرابه ریاست جمهوری می‌رسد.
در صورتی که حتی در این مرحله نیز هیچ‌یک از نامزدها نتواند دست کم به اکثریت مطلق دست یابد، دور چهارم رای‌گیری برگزار می‌شود و نامزد دارای بیشترین تعداد آرا رئیس‌جمهوری ترکیه اعلام می‌شود.

## اختیارات رئیس‌جمهور
رئیس‌جمهوری می‌تواند قوانین مصوب پارلمان را برای بررسی مجدد به پارلمان بازگرداند و برای اصلاح یا لغو برخی از قوانین فرمان برگزاری همه‌پرسی صادر کند.
رئیس‌جمهوری از سوی مجلس بزرگ ملی (پارلمان) فرماندهی عالیه نیروهای مسلح ترکیه را در دست دارد و انتصاب رئیس ستاد مشترک از جمله اختیارات اوست.
ریاست شورای امنیت ملی نیز بر عهده رئیس‌جمهوری است و در صورت لزوم، وی حق دارد با اعلام وضعیت اضطراری، برای دوره‌ای معین قوانینی را به صورت فرمان‌های ریاست جمهوری صادر کند و به اجرا بگذارد.
انتصاب اعضای شورای آموزش عالی و رؤسای دانشگاه‌های ترکیه و همچنین قضات دادگاه قانون اساسی، اعضای شورای دولتی و تعدادی دیگر از مقامات ارشد قضایی نیز از دیگر اختیارات اوست.